# Imma Star (Everywhere We Are)
Imma Star (Everywhere We Are) è il secondo singolo del cantante R&B Jeremih, pubblicato dall'etichetta discografica Def Jam il 9 giugno 2009, estratto dall'omonimo album Jeremih. Il video musicale, uscito nel luglio 2009, è stato diretto da Marc Klasfeld.

## Videoclip
Il video musicale di "Imma Star (Everywhere We Are)" presenta Jeremih intento a cercare un lavoro. Va così in giro per la città a impressionare le altre persone, nel tentativo di dimostrare che è ricco; fallisce nel suo obbiettivo e altri sembrano anche disgustati da lui. Alla fine del videoclip, Jeremih si sveglia in una lussuosa mansione e capisce che tutto era solamente un sogno.

## Classifiche
| Classifiche (2009)                   | Posizione più alta |
| ------------------------------------ | ------------------ |
| U.S. Billboard Hot 100               | 51                 |
| U.S. Billboard Hot R&B/Hip-Hop Songs | 24                 |